# Търновка
Търновка (на украински: Тернівка) е квартал на град Николаев в южна Украйна, в състава на градския Централен район. Разположен е на 8 милометра северно от центъра на града, на десния бряг на река Ингул. Населението му е около 10 хиляди души. Днес около 1/3 от жителите имат български произход, като в квартала има българско училище, културно дружество, библиотека и музей на българската култура.

## История
Възниква през 1794 г. като селище на турски военнопленници, станали поданици на Руската империя, но малко по-късно се изселват в Крим. През 1802 г. селото е заселено с българи от Османската империя, в по-голямата си част те са наследници на бежанци от Малко Търново и близките села, както и от Тетевенско след опожаряването на Тетевен от кърджалиите. През 1949 г. селото е присъединено към град Николаев.

## Култура
- Български културно–просветен център „Търновка“[2]
- Дом на културата „Търновка“[2]
- Библиотека за възрастни хора–филиал № 16[2]

## Личности
Родени в Търновка
- Сергей Цветко (1884 – 1946), учител, фолклорист, етнограф
- Виктор Бузник (1914 – 1968), съветски учен в областта на топлотехниката и корабните котли
- Владимир Станко (1937 – 2008), историк, археолог

## Фотогалерия
- Търновка през 2006 г.
- Улица „Одеска“ през 2013 г.